# تن‌تن: راز کشتی تک‌شاخ
ماجراهای تن‌تن: راز کشتی تک‌شاخ (به انگلیسی: The Adventures of Tintin: The Secret of the Unicorn) (که در آمریکای شمالی با عنوان ماجراهای تن‌تن: بازی (به انگلیسی: The Adventures of Tintin: The Game) شناخته می‌شود) نام یک بازی ویدئویی در سبک اکشن-ماجراجویی و پلتفومر دوبعدی محصول سال ۲۰۱۱ می‌باشد که بر پایهٔ فیلم ماجراهای تن‌تن: راز اسب تک‌شاخ ساخته شده‌است. این بازی برای مایکروسافت ویندوز، نینتندو ۳دی‌اس، پلی‌استیشن ۳، وی و ایکس‌باکس ۳۶۰ در ۲۱ اکتبر ۲۰۱۱ در اروپا و در ۶ دسامبر در آمریکای شمالی منتشر شد. این بازی توسط یوبی‌سافت مون‌پلیه با همکاری سازندگان فیلمش ساخته شد و توسط یوبی‌سافت نیز منتشر شد. نسخه آی‌اواس و اندروید آن توسط گیم‌لافت منتشر شد و در اپ استور و اندروید مارکت در ۳۱ اکتبر ۲۰۱۱ به فروش رسید.

## روند بازی
بازی عمدتاً یک سکوبازی دوبُعدی با عناصر فکری یا پازل است، این هم ناگفته نماند که چندین نوع مرحله دیگر نیز وجود دارد، همانند: مرحلهٔ پرواز که در آن بازیکن کنترل یک هواپیمای بیچ‌کرافت را بر عهده دارد، مرحله رانندگی که در آن بازیکن یک موتورسیکلت را کنترل می‌کند و سپس مرحلهٔ مبارزه با شمشیر. بازیباز بیشتر بازی را روی تن‌تن تمرکز دارد و آن را کنترل می‌کند. گرچه در برخی از قسمت‌ها برفی (Snowy) کنترل می‌شود و در نبرد نهایی نیز کنترل بازیکن روی کاپیتان هادوک می‌باشد. سگ تن‌تن (برفی) می‌تواند بوی او را دنبال کند یا بوی انسان‌های دیگر را تشخیص دهد و موجودات مضر (مانند موش‌ها) را با ترساندن از خود دور کند. تن‌تن می‌تواند دشمنان را بزند و از نردبان به پایین پرت کند. در حالی که تن‌تن فقط می‌تواند با استفاده از مشت حمله کند، اما کاپیتان هادوک با استفاده از مشت و شمشیر مبارزه می‌کند. بازی همچنین شامل یک روند بازی گروهی آفلاین است که در کابوس‌های هادوک گنجانده شده‌است، هادوک و بیانکا کاستافیوره (که هرکدام توسط یک بازیکن مختلف یا همان بازیکن در زمان‌های گوناگون کنترل می‌شود) باید با استفاده از توانایی‌های منحصربه‌فرد خود هر مرحله را تکمیل سازند.
در نسخه‌های آی‌اواس و اندروید چندین گیم‌پلی متفاوت وجود دارد. به‌طور مثال بازی شامل نمایش‌هایی از اسکرول جانبی دوبعدی نمی‌شود. در عوض چشم‌اندازی از یک گیم‌پلی با سبک سوم شخص سه‌بعدی را به نمایش می‌گذارد. بازی‌باز می‌تواند دکمه «sprint» را برای دویدن فشار دهد، و دکمه «stealth» را جهت بی‌صدا خزیدن بزند. بازی‌باز به‌طور مستقیم نمی‌تواند هجوم ببرد، اما با استفاده از ضربه و مشت می‌تواند حرکات حمله را انجام دهد. در مرحلهٔ سر فرانسیس (Sir Francis) بازیکن قادر است توپ‌ها را شلیک کند و با شمشیر مبارزه کند. درگیری با شمشیر با استفاده از یک دید جانبی انجام می‌شود، و با ضربه و لمس بر روی صفحه نمایش لمسی کنترل می‌شوند. بازی همچنین شامل سطوح مخفی‌کاری (انجام عملیات در خفا) و رویدادهای فوری می‌شود.

## داستان
نسخهٔ کنسولی بازی نسبت به نسخه‌های اندروید و آی‌اواس سناریوی متفاوتی دارد.

### نسخهٔ کنسولی
هواپیمای حامل تن‌تن (با صدای ایوان بیلی)، کاپیتان هادوک (لوئیس مک‌لود) و سگ تن‌تن، برفی توسط رعد و برق در بیابانی سقوط می‌کند و هر سه بیهوش می‌شوند.
سپس بازی به یک روز قبل برمی‌گردد، جایی که تن‌تن و برفی در مرکز خریدی در حال جستجو بودند. او ماکت یک کشتی را از یک فروشنده پیر تهیه می‌کند که در همان حین، مردی دیگر قصد خرید آن را دارد اما موفق نمی‌شود. پیرمردی که کشتی را به تن‌تن فروخت، او را پیش یک کارشناس کشتی می‌برد که وی به تن‌تن می‌گوید که این کشتی مدل اسب تک‌شاخ است، یک کشتی بادبانی بازرگانی مربوط به قرن پانزدهم که متعلق به «سر فرانسیس هادوک» (جد کاپیتان هادوک) است. کارشناس به تن‌تن کتابی را می‌دهد و او درمی‌یابد که کشتی (که بخشی از ناوگان چارلز دوم بود) هنگامی که از باربادوس به سمت اروپا در حرکت بوده‌است، توسط راکهام سرخ مورد حمله قرار می‌گیرد. سر فرانسیس هم مجبور می‌شود کشتی اسب تک‌شاخ را به او ببخشد و سپس عقب‌نشیتی و فرار می‌کند.
تن‌تن کشتی را به کوچه پشتی می‌برد تا آن را بررسی کند، سپس متوجه یک طومار مخفی شده درون آن می‌شود، که حاوی یک شعر عجیب و غریب در مورد سه کشتی است. ناگهان او توسط چند مرد مورد حمله قرار می‌گیرد و کشتی را به سرقت می‌برند، اما نه طومار را. تن‌تن با کمک برفی قادر به بو کشیدن و دنبال کردن یکی از دزدان می‌شود که در نهایت به امارت مارلین‌اسپایک ختم می‌شود. در آنجا او با مردی که یکی از برادران برد است ملاقات می‌کند؛ همان مردی که می‌خواست کشتی را از پیرمرد بخرد. سپس برادران برد تن‌تن را تعقیب می‌کنند تا طومار را بدست آورند، اما ناگهان توسط فردی به اسم آلن تامسون (با صدای تیموتی واتسون) و مردانش بیهوش می‌شود. او همچنین تن‌تن را با ضربه‌ای بیهوش می‌کند.
تن‌تن از بیهوشی در می‌آید و خود را در کشتی‌ای به اسم کارابوژان می‌یابد، اما توسط برفی آزاد می‌شود. او متوجه می‌شود که آلن طومار را از او ربوده‌است؛ پس جستجوی خود را برای پیدا کردن آلن آغاز می‌کند. در این حین او خود را ناخداگاه در کابین ناخدای اصلی کشتی می‌یابد که ناخدا راه و چاه پیدا کردن آلن را به او می‌گوید. تن‌تن با آلن روبرو می‌شود و به او توضیح می‌دهد که دو طومار دیگر نزد خودش (تن‌تن) است و ناخدای سابق کشتی، یعنی سر فرانسیس دو هادوک، یکی از اعضای خانواده هادوک است و او جد کاپیتان هادوک می‌باشد. تن‌تن هم موفق به گرفتن طومارها (کتیبه‌ها) از آلن می‌شود و نزد کاپیتان هادوک می‌برد و او هم موافقت می‌کند که داستان جدش، سر فرانسیس هادوک را به تن‌تن بازگو کند.
تک‌شاخ (اسب تک‌شاخ) یک کشتی بازرگانی عظیم بود که کالاها را از مناطق مختلف به اروپا حمل و نقل می‌کرد. هنگامی که راکهام سرخ به کشتی حمله می‌برد، بار کشتی طلا، سکه، الماس و دیگر گنج‌های گرانبها بود و راکهام امیدوار بود که همه را به سرقت ببرد. با این وجود، به عنوان یک هادوک واقعی، او مبارزه با شمشیر به روش جدش را ترجیح داد؛ او تعدادی از کابل‌های برق را قطع کرد و آتش را در کابین کارگذاری کرد، که در نهایت منجر به غرق شدن کشتی شد. تن‌تن، برفی و کاپیتان هادوک موفق شدند از کشتی فرار کنند و خود را به یک هواپیمای دریایی برسانند. بازی به بعد از اولین صحنه‌ای که تن‌تن، برفی و هادوک در یک بیابان بیدار می‌شوند، برداشت می‌شود. دو مرد با یک موتورسیکلت که یک نشیمنگاه چرخ‌دارد به آن متصل است به آن‌ها برخورد می‌کنند. آن‌ها مردان آلن بودند و مأموریت داشتند تن‌تن را به شهر بَگار (Baghar) ببرند تا با رئیس آلن ملاقات کند. هادک آن‌ها را با ضربه مشت خود بیهوش می‌کند و تن‌تن، برفی و او، موتور سیکلت را به سرقت برمی‌دارند و با هم به سمت شهر بَگار حرکت می‌کنند تا تلاش خود را برای متوقف کردن آلن به انجام برسانند. در بَگار، آن‌ها متوجه عمر بن سَلاد (با صدای ولید الگادی) می‌شوند که سومین مدل اسب شاخدار را دارا می‌باشد. پس از وارد شدن به قصر وی، آن‌ها بینکا کاستافیوره را ملاقات می‌کنند که در آنجا در حال برگزاری یک کنسرت می‌باشد. تن‌تن متوجه می‌شود که سَلاد می‌خواهد سومین طومار را به دست بیاورد و او در واقع رئیس آلن است. پس از مبارزه با آلن، تن‌تن سومین طومار را هم بدست می‌آورد و با هادوک به سمت بریتانیا رهسپار می‌شوند، جایی که قبلاً هادوک و تن‌تن به عنوان مخفیگاه سر فرانسیس شناسایی کرده بودند. تن‌تن درمی‌یابد که کتیبه‌ها حاوی مختصاتی از گنجینهٔ راکهام سرخ است؛ پس تن‌تن و هادوک برنامه‌ای برای رفتن به آنجا می‌ریزند، اما هادوک توسط آلن ربود می‌شود تا از او به عنوان گروگان برای بدست آوردن کتیبه‌ها استفاده کند. پس از نجات هادوک، تن‌تن می‌یابد که گنجینه درون امارت مارلین‌اسپایک مخفی شده‌است. آن‌ها در آنجا گنج را پیدا می‌کنند و تامسون و تامپسون آلن و مردانش را دستگیر می‌کنند.

### نسخهٔ اندروید و آی‌اواس
هنگامی که تن‌تن قصد دارد یک مدلِ کشتی را از یک غرفه خریداری کند، مردی به او نزدیک می‌شود و پیشنهاد می‌کند که کشتی را به او بفروشد. تن‌تن نیز از فروشش امتناع می‌ورزد. صاحب غرفه می‌گوید که نام آن مرد ساخارین (با صدای الک نیومن) است، و او بیش از چند هفته است که برای خرید اشیاء عتیقه به فروشگاه‌ها و بازارهای مختلف می‌رود. پس از مدتی کشتی از تن‌تن به سرقت می‌رود و برفی و تن‌تن تصمیم می‌گیرند برای تحقیقات به خانهٔ ساخارین، یعنی امارت مارلین‌اسپایک بروند. تن‌تن می‌فهمد که برای چه او دست به سرقت کشتی زده است، اما مدتی پس از آن متوجه چیزی متفاوت‌تر می‌شود.
در راه بازگشت به خانه، تن‌تن ربوده می‌شود و او را در کارابوژان، یک کشتی بخار که به سمت بَگار، شهرستانی واقع در آفریفای شمالی در حرکت بود، می‌برند. بعد از اینکه تن‌تن از سلول خود فرار می‌کند، با کاپیتان هادوک، ناخدای اصلی کشتی آشنا می‌شود که ساخارین بعد از تصرف کشتی و رشوه دادن به خدمهٔ هادوک، او را در کابینی زندانی می‌کند و خدمه‌اش را به کار می‌گیرد. هادوک به تن‌تن و برفی کمک می‌کند تا فرار کنند، وقتی آن‌ها با یک قایق نجات در دریا بوند، یک هواپیمای دریایی که توسط ساخارین فرستاده شده بود به آن‌ها حمله می‌کند. اما این حمله با شکست مواجه می‌شود و تن‌تن قادر به وارد کردن خسارت به هواپیما می‌شود. تن‌تن و هادوک خلبان را به اسارت می‌گیرند و او آن‌ها را پروازکنان از آنجا دور می‌کند؛ اما به خاطر شدت رعد و برق و برخورد با هواپیما، آن‌ها در بیابانی سقوط می‌کنند. در حینی که آن دو از طریق بیابان به راه خود ادامه می‌دادند، هادوک در مورد جدش سر فرانسیس به تن‌تن بازگو می‌کند که او کاپیتان کشتی تک‌شاخ بود؛ یک کشتی تجاری که به خاطر گنجینهٔ هادوک، توسط راکهام سرخ مورد حمله قرار می‌گیرد. در عوض هادوک اجازه می‌دهد تا او کشتی را بدست بگیرد و خود عقب‌نشینی می‌کند و با یک قایق نجات فرار می‌کند.
سرانجام تن‌تن و هادوک در یک صحرا بیهوش می‌شوند. تن‌تن به‌هوش می‌آید و خود را در فورت سَلاد می‌یابد. در آنجا با ستوان ملاقات می‌کند. هنک موریس به تن‌تن می‌گوید که هادوک خیلی عصبانی و خشمگین بود که در حال حاضر در سربازخانه غش کرده‌است. تن‌تن از هنک اجازه می‌گیرد تا قبل از اینکه سربازان با هادوک و برفی با یک کاروان به بَگار بروند، یک تلگراف بفرستد.
در آنجا ساخارین وارد یک اپرا که متعلق به عمر بن سَلاد است می‌شود که او سومین مدل کشتی را در اتاق اپرایش مخفی کرده‌است. پس از دریافت تلگراف از تن‌تن، دوپونت و دوپونط (یا همان تامسون و تامپسون) بیرون از اتاق اپرا آماده دستگیری می‌شوند، و این در حالی است که تن‌تن و هادوک مخفیانه وارد آنجا می‌شوند. تن‌تن وارد راهرو می‌شود و می‌بیند که یکی از خدمه‌های قدیمی هادوک، کشتی کوچک را در دست دارد. هادوک خود را به ساخارین نشان می‌دهد و او را به مبارزه دعوت می‌کند. هرج و مرجی در طبقه‌ها و راهروها به راه می‌افتد. صحنهٔ نبرد برای بن سلاد و تماشاچیان تعجب‌آور می‌شود. تن‌تن بر خدمه ساخارین چیره می‌شود و از پله‌ها پایین می‌رود تا به هادوک کمک کند. برفی پرنده دست‌آموز ساخارین را دنبال می‌کند، سپس پای آن را با دندان می‌گیرد و کشتی کوچک مدل‌شده را از چنگ او درمی‌آورد. ساخارین تلاش می‌کند تا تن‌تن را بکشد، اما هادوک او را با ضربه‌ای در سر، بیهوش می‌کند. تن‌تن، برفی و هادوک متوجه صدای بلند تشویق تماشاچیان می‌شوند.
پس از تشویق تن‌تن، برفی و هادوک، سلاد کشتی و طومار را به آن‌ها می‌دهد و می‌گوید که می‌توانند با استفاده از کشتی و کتیبه، گنجینه را پیدا کنند، و در نتیجه برای تن‌تن و هادوک بهانه‌ای می‌شود برای یک ماجراجویی دیگر.